# جيم وود (لاعب كرة قدم أمريكية)
جيم وود (بالإنجليزية: Jim Wood)‏ هو لاعب كرة قدم أمريكية أمريكي، ولد في 27 يوليو 1936.